# Escopeta antidisturbios

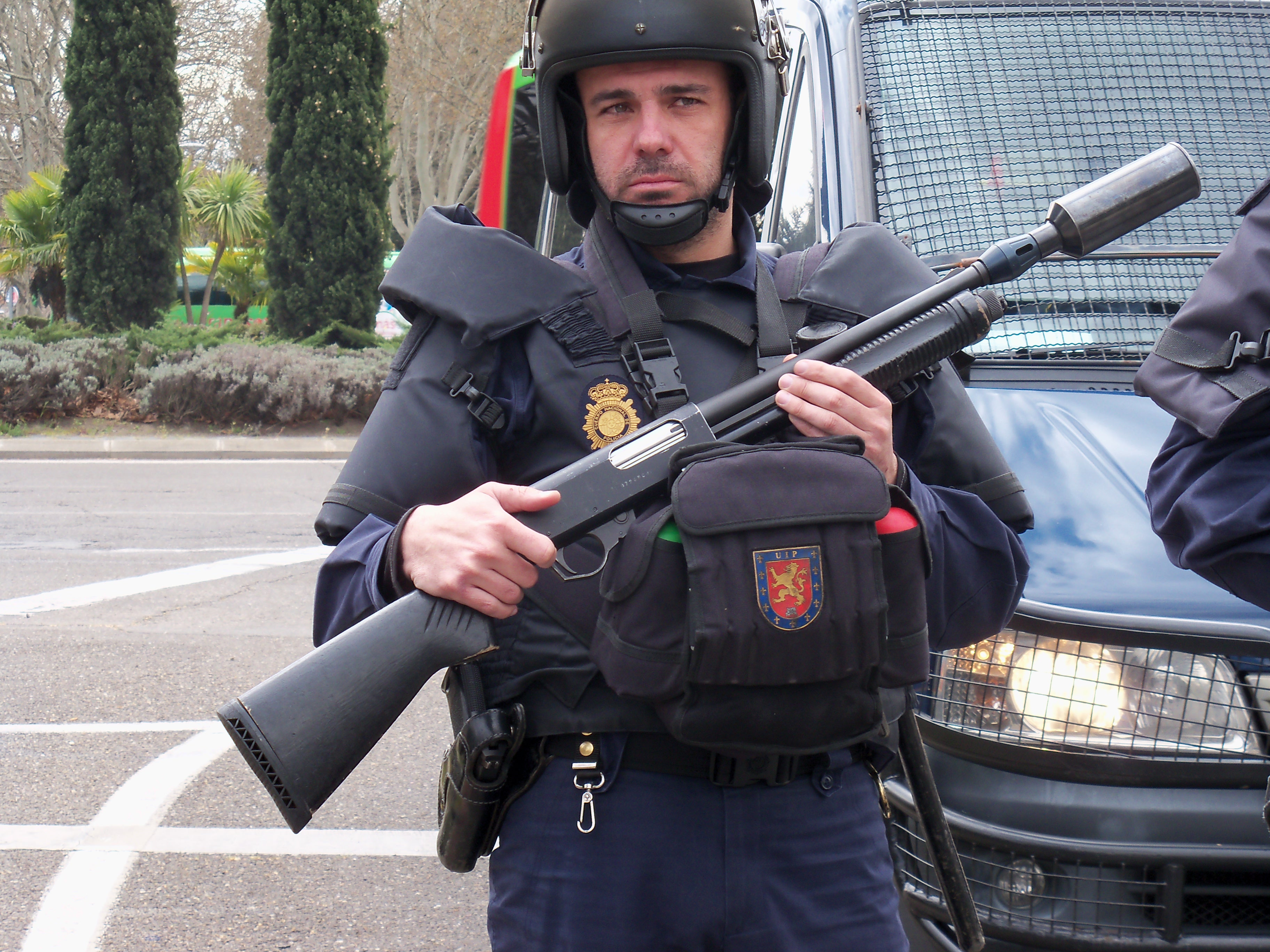
Policía español sosteniendo una escopeta antidisturbios.

Escopeta antidisturbios es un arma de fuego usada por policías antidisturbios y militares contra disturbios. Es una modificación de una escopeta convencional con un cañón más corto que dispara cartuchos de escopeta modificados, perdigones o balines de acero y, a veces, con una capacidad de carga mayor que las escopetas comercializadas para la caza. Su uso se encuentra regulado por protocolos policiales que pueden cambiar de país a país.
Organizaciones de derechos humanos han cuestionado su uso ilegítimo y desproporcionado como forma de brutalidad policial en el control de la protesta social al poder herir gravemente o asesinar a las personas al usar municiones o perdigones inadecuados o al ser accionadas indebidamente o a corta distancia.

## Uso

### Chileno
Algunos modelos de escopetas antidisturbios y municiones no letales están permitidos en el país como forma de control policial a cuerpos como Carabineros de Chile. Algunos modelos son Escort Aimguard de la empresa turca Hatsan y Benelli M3 de la empresa italiana Benelli.
Las escopetas antidisturbios usadas en las protestas en Chile de 2019 provocaron traumatismos oculares a cientos de personas al recibir disparos de municiones publicitadas como de caucho o goma pero compuestas principalmente por plomo, como concluyó la Universidad de Chile tras un estudio. En 2012 un documento interno de Carabineros de Chile indicó recomendaciones en el uso de estas armas, advirtiendo su riesgo letal al usarse en cinco metros o menos de distancia, entre cinco y treinta y cinco metros con posibilidades de herir gravemente y a más de treinta y cinco metros conservar el poder de dañar el cuerpo, como en caso de los ojos.

### Colombia
Algunos modelos de escopetas antidisturbios y municiones menos letales están permitidos en el país como forma de control policial y están regulados por la Resolución 02903 Reglamento para el uso de la fuerza y el empleo de armas, municiones, elementos y dispositivos menos letales.
El asesinato del estudiante Dilan Cruz en el contexto de las protestas en Colombia de 2019 y la posterior investigación forense reveló el uso de una escopeta antidisturbios calibre 12 en su muerte que disparó un cartucho bean bag. Tanto el arma como la munición empleada son de uso común del Escuadrón Móvil Antidisturbios de la policía colombiana.

### México
Su uso está regulado por el artículo 11 de la Ley Nacional sobre el Uso de la Fuerza promulgada en 2019.
Debido a distintos conflictos sociales estados como Puebla y Chiapas promovieron legislaciones que toleraran su uso, proyectos que fueron mediáticamente denominados Ley bala.